# J. D. King
J. D. King (Corona, 5 de febrero de 1984) es un cantante y compositor estadounidense, reconocido como uno de los miembros fundadores del dúo del folk rock The Olms.

## Biografía

### Primeros años
King creció en el condado de Orange. Interesado por la música desde su infancia, tomó clases de piano durante varios años, aunque la música de The Beatles y Elvis Presley reforzó su gusto por el rock. De esta forma, aprendió la ejecución de varios instrumentos musicales.
En el instituto y la universidad, King estudió fotografía, ya alejado un poco de la música. Construyó su propio cuarto oscuro y creyó que la fotografía iba a ser su carrera, hasta que a los 18 años empezó a tocar de nuevo el teclado y decidió retomar sus aspiraciones musicales.

### Carrera
King publicó su primer álbum en 2008. Titulado Here's J.D. King, en el álbum interpretaba la voz, además de la guitarra acústica, la armónica y la flauta.
Colaboró con Pete Yorn en 2013 para publicar el álbum homónimo de su grupo The Olms. Ambos habían sido amigos durante casi una década antes de sentarse en 2011 y escribir juntos. La canción, titulada Twice as Nice, fue escrita en veinte minutos por el dúo y es también un sencillo de su álbum homónimo de 2013.

## Discografía

### Como solista
| Año  | Título           |
| ---- | ---------------- |
| 2008 | Here's J.D. King |

### Con The Olms
| Año  | Título   |
| ---- | -------- |
| 2013 | The Olms |